# Thesium spartioides
Thesium spartioides är en sandelträdsväxtart som beskrevs av Arthur William Hill. Thesium spartioides ingår i släktet spindelörter, och familjen sandelträdsväxter. Inga underarter finns listade i Catalogue of Life.